# Алтарная преграда

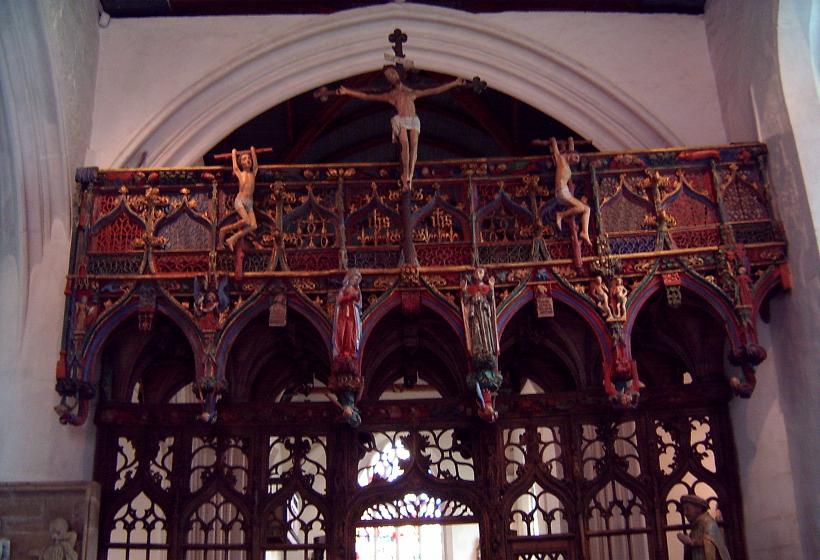
Французская преграда XV века

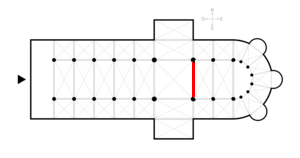
Обыкновенное расположение преграды для хоров

Алтарная преграда или лекторий (лат. lectorium, англ. rood screen, choir screen, chancel screen, фр. jubé, итал. tramezzi, нем. Lettner) — элемент западноевропейского церковного здания позднего средневековья. Представляет собой украшенную более или менее прозрачную перегородку между нефом и алтарной частью храма. Преграды по материалу бывают каменные, деревянные и кованые. Изначально преграды увенчивались большим скульптурным распятием. В соборах, монастырских и коллегиальных церквях Англии, Шотландии и Уэльса обычно было две преграды, одна западнее, увенчанная распятием, вторая, более плотная и богато украшенная — на одну секцию восточнее первой, но оригинальный комплект нигде не сохранился. В Уэлском соборе в XX веке конструкция с двумя преградами была воссоздана: под средневековой аркой устроена преграда с распятием, а дальше расположена преграда, на которой смонтирован орган.
Лектории распространились повсеместно, но в католических странах они, как правило, были убраны в эпоху контрреформации, когда барьер между мирянами и алтарём стали считать не соответствующим решениям Тридентского собора. По этой причине оставшиеся преграды теперь можно видеть, главным образом, в англиканских и лютеранских церквях, наиболее полно они сохранились в Скандинавии.
Иконостас в восточных церквях внешне похож на лекторий, но является самостоятельным развитием архаичной преграды (находящейся непосредственно перед алтарём, а не перед хором, которому там соответствуют примыкающие к солее клиросы).

## Описание

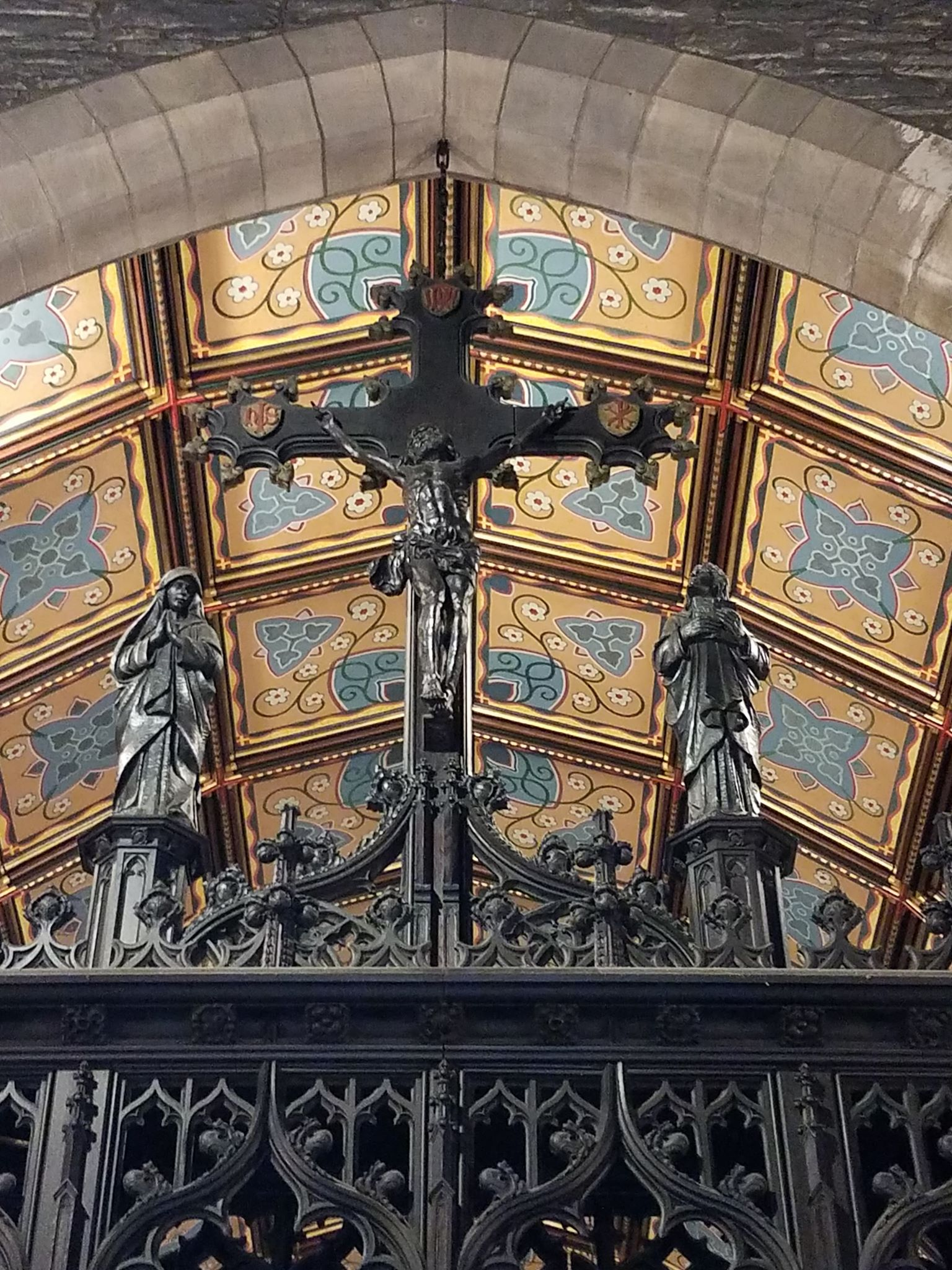
Распятие над преградой в англо-католической церкви Доброго пастыря в Роземонте (Пеннсильвания)

Обычно на преграде по сторонам венчающего её распятия располагаются скульптуры святых, как правило, Марии и Иоанна, что совпадает с композицией Голгофы, венчающей православные иконостасы (не путать с деисусом, где центральный образ — Пантократор, а вместо апостола Иоанна — Иоанн Креститель). Позднее в Англии и Уэльсе распятие поднялось выше над верхним ярусом преграды, который в этом случае бывал столь велик и прочен, что мог служить галереей для хора и даже мог нести алтарь; хотя изначально был предназначен лишь для свечей, освещающих распятие. Стойки и заполнения преграды не поддерживают верхнего яруса, который покоится на самостоятельной балке-опоре, подняться на него можно по специальной лестнице сквозь столбы, поддерживающие заалтарную арку. В приходских церквях пролёт арки над преградой (люнета) часто был заполнен досками или штукатуркой и расписан на сюжет Страшного суда. Потолок первой секции нефа над алтарём обычно бывает щедро украшен, или же устраивается специальный балдахин.
В тех случаях, когда преграда выполняется в виде решётки, сквозь неё можно из нефа увидеть хоры церкви. Эта решётка имеет раннесредневековое итальянское происхождение. Двери в преграде отпираются только на время богослужения.
Термины, которыми в европейских языках обозначается преграда (англ. pulpitum, нем. Lettner), часто подразумевают, что с высоты верхнего яруса читается Библия, и для XVI века имеется множество документальных свидетельств того что так и было, почему викторианские знатоки обряда литургии считали, что именно к преградам соборов и приходских церквей относится выражение ad pulpitum, которое в описании сарумского обряда обозначает место, откуда читается Евангелие. При этом преграды в английских церквях недостаточно широки для чтения Евангелия по сарумскому обряду, которое включает целую процессию. Таким образом, истинное назначение преграды в Средневековье, кроме несения распятия и свеч, остаётся предметом споров. В этом контексте важно, что, несмотря на наличие в европейских языках обозначающих преграду слов, в литургической латыни термина для неё нет, и автор комментариев к литургии XIII века Вильгельм Дюран её не упоминает, что можно интерпретировать как факт достаточно позднего использования преграды в богослужении.

## История

### Раннее Средневековье

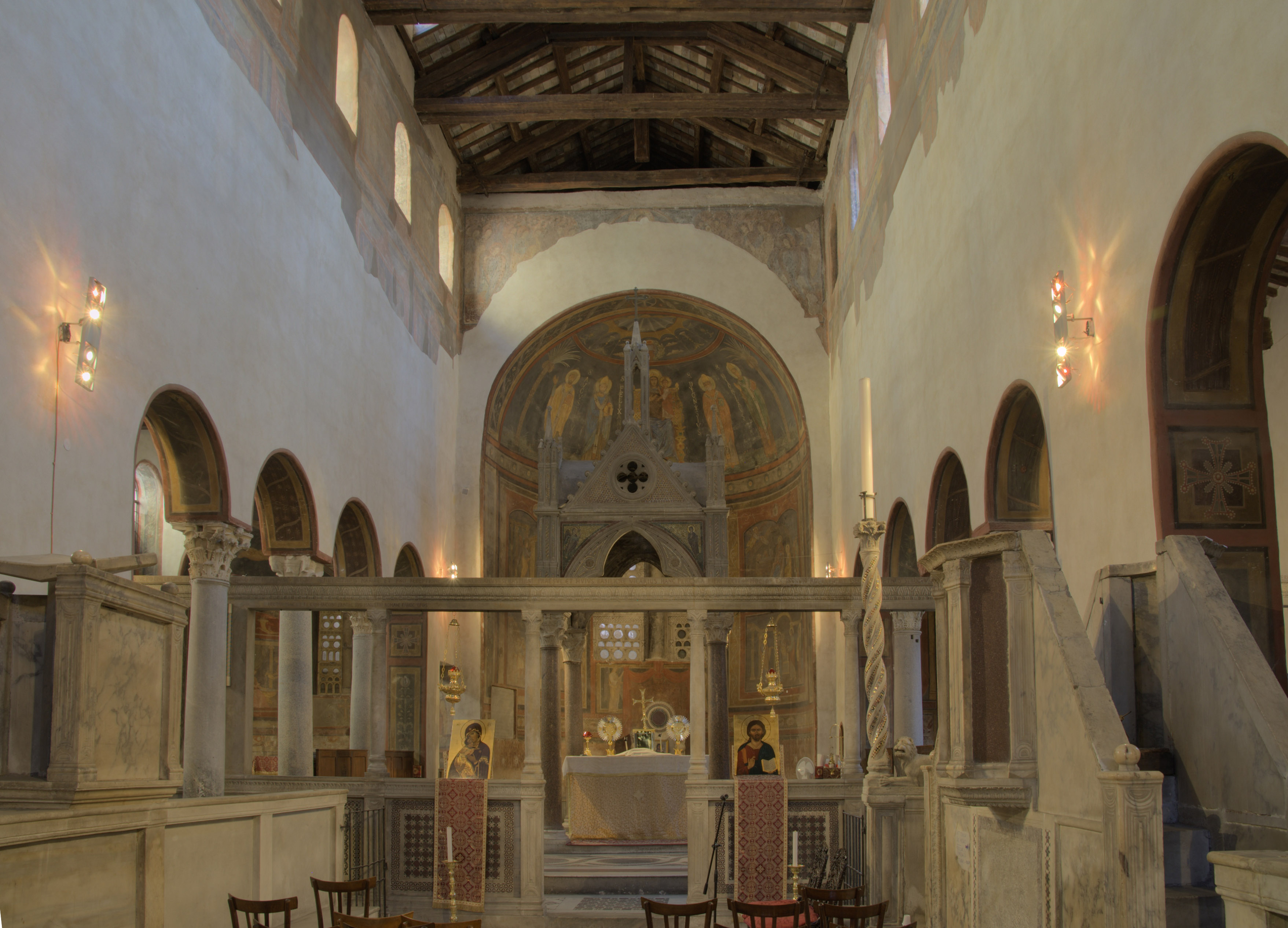
Восточная часть базилики VIII века Санта-Мария-ин-Козмедин: киворий XIII века за темплоном (преградой византийского образца в виде архитрава на колоннах). Перед ней литургические хоры с низкими преградами по сторонам и две кафедры

До VI века алтарь был полностью открыт для мирян и ограждался невысоким поручнем. В крупных церквях над ним устраивали киворий в виде балдахина на четырёх колоннах. С балдахина свешивались занавески, которые закрывались в определённый момент богослужения. Затем, по образцу Софии Константинопольской, алтарь стали окружать темплоном — редкой колоннадой с архитравом, к которому подвешивали занавес, закрывавшийся в момент освящения святых даров. Такая колоннада стала образцом для церквей Рима. В Риме же хор обычно располагался западнее алтаря, и место для него перед темплоном окружалось с боков низкими перегородками. Такое устройство алтаря можно видеть в римских Санта-Мария-ин-Козмедин, базилике св. Климента и венецианском соборе св. Марка. В восточных церквях темплон со временем преобразовался в иконостас.
В западноевропейских церквях из боковых перегородок развились закрытые места для клириков на хорах, а из темплона, собственно, преграда между хорами и нефом в соборах и монастырских церквях (в которых хоры располагались с восточной стороны, за алтарём). При этом архитрав на колоннах между нефом и алтарём, несущий занавес, исчез в X веке, когда алтарь стали накрывать особым балдахином с занавесками.
В раннем Средневековье церкви в Ирландии и Шотландии были столь малы, что не вмещали паству. Первую часть литургии, с чтением Евангелия, священник проводил на улице, а для освящения даров удалялся в церковь, которая таким образом скрывала алтарь всей своей постройкой.
В Англии VII—VIII века церковностроители осознанно копировали Рим. Остатки загородок по римскому образцу находятся в аббатстве Монкуирмут-Джарроу, в то время как в церквях Всех святых в Бриксуорте, святой Марии в Рекулвере и Сент-Панкрас в Кентербери были аркады на колоннах, вероятно, также несущие занавес. Аналогичные аркады на колоннах существуют в испанских монастырях X века. В XIX веке предполагалось, что эти ранние конструкции являются прообразом более поздних преград, но современные исследователи с такой точкой зрения не согласны, поскольку функции у них разные: ранние преграды отделяли алтарь от хоров, в то время как в Высоком Средневековье алтарь отделялся преградой от мирян, то есть от нефа.

### Большое распятие

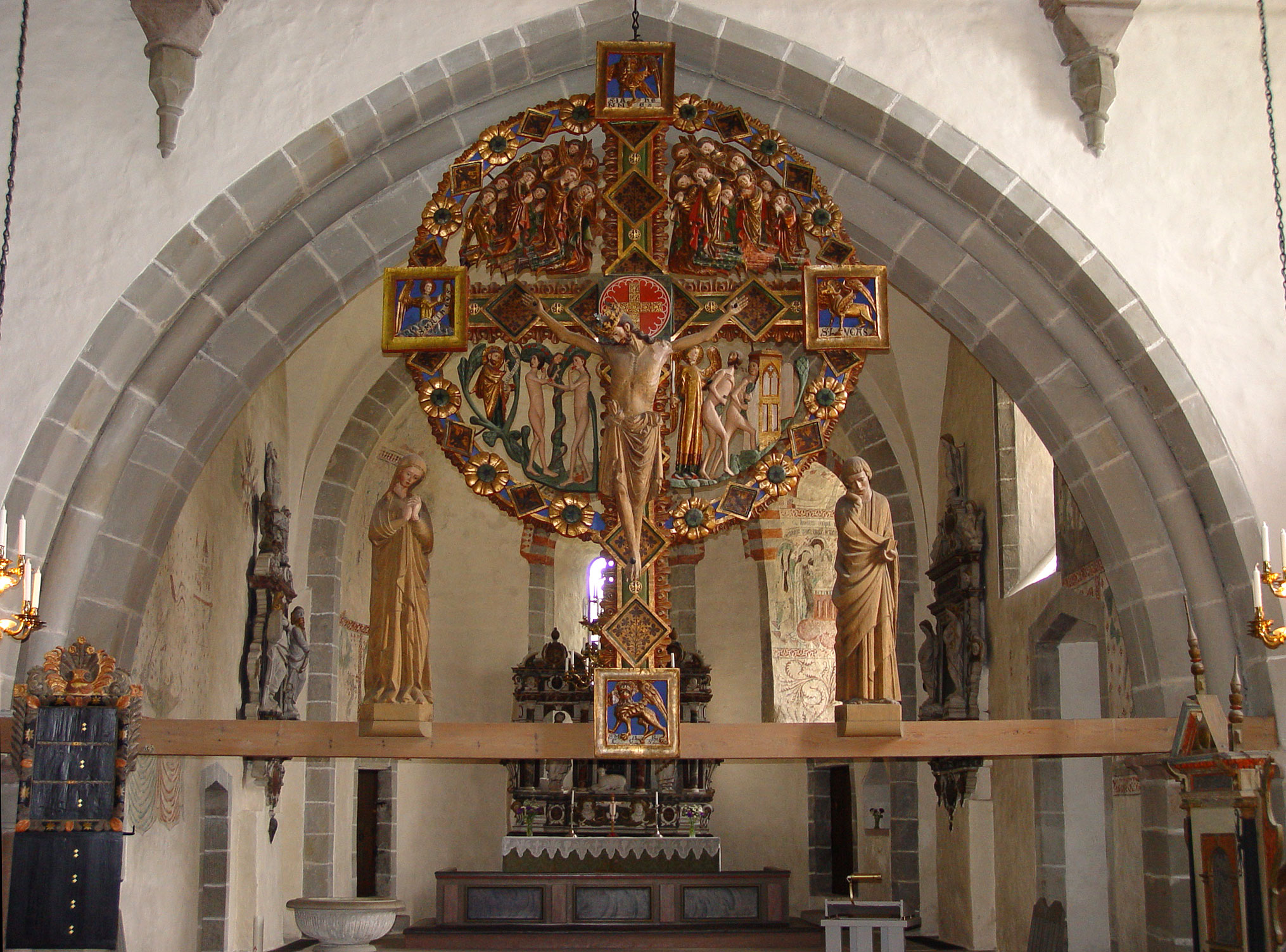
Распятие на балке без преграды (1275), Швеция, о-в Готланд

Большое распятие гораздо древнее преграды, на которой оно в конце концов расположилось. Изначально его вешали под аркой, отделяющей алтарную часть от нефа, или помещали на горизонтальном брусе в этом проёме. Брус укреплялся высоко, на уровне капителей (если таковые были) или пят арки. С романской эпохи сохранилось немало распятий почти в натуральную величину. Наиболее известны среди них кёльнский крест святого Геро (965—970) и Луккское распятие VIII—IX века. В Германии они называются нем. Triumphkreuz — триумфальные кресты. Прототипом их, вероятно, был деревянный позолоченный крест в Палатинской капелле Карла Великого в Аахене, наподобие несколько более поздней Эссенской Золотой Мадонны. Изначальный способ крепления скульптур не всегда ясен (теперь многие из них висят на стене), но в некоторых немецких и скандинавских церквях сохранился первоначальный монтаж на балке под алтарной (триумфальной) аркой. Распятие, как и в более поздних вариантах, сопровождают фигуры Богородицы и Иоанна Богослова, иногда — херувимы и другие персонажи.

### Преграды в приходских церквях
Бо́льшую часть средневековой эпохи в приходских церквях западной Европы не было какой-либо перегородки или барьера между нефом для мирян и частью церкви, предназначенной для алтаря и духовенства, только в ходе мессы в некоторые моменты алтарь загораживался занавесками. После того как в 1215 году на Латеранском соборе было утверждено учение о пресуществлении хлеба и вина в тело и кровь Христовы, стало необходимо оберегать освящённые дары от всякого поругания, для чего было необходимо отделить алтарь от нефа, который в приходских церквях использовался для самых разнообразных мирских надобностей. Таким образом получается, что в приходской церкви преграда не имеет отношения к большому распятию, и действительно, сохранившиеся ранние преграды лишены верхнего яруса и следов укрепления креста. Лишь позже эти части бывали к ним добавлены в ходе ремонтов, а в более новых постройках делались сразу. В течение последующих трёх веков обращённое к прихожанам распятие утвердилось на преграде, и конструкция была включена в местный богослужебный ритуал, особенно если он производился по сарумскому чину, наиболее распространённому в Англии. Например, в течение Великого поста в Англии распятие скрывалось занавесью, которую внезапно сбрасывали в Вербное воскресенье на словах Мтф. 27:51 о том, как во Храме раздралась завеса.

### Преграды в монастырских церквях
Решения Латеранского собора 1215 года меньше повлияли на монастырские и соборные церкви Англии, которые уже были оборудованы двумя преградами: одна отделяла хоры, а вторая, с распятием, на секцию западнее, отгораживала мирян (а в обителях цистерцианского ордена — место для братьев в миру). Западнее преграды с распятием в нефе обязательно располагался алтарь, с XI века посвящённый Святому Кресту, как можно видеть сейчас, например, в Нориджском соборе. Позднее в некоторых монастырях появилась и преграда западнее этого алтаря (сохранившийся экземпляр используется как преграда для хоров в Данстейблском приорате (Бедфордшир). «Даремский ритуал» упоминает также три поперечные преграды, как и документы приходской церкви в Оттери-Сент-Мэри. На континенте три преграды можно обнаружить только в цистерцианских монастырях, например, в Маульброннском в южной Германии, но в других крупных церквях, например французском соборе в Альби, позднее устраивали или увеличивали преграды на хорах. В Италии массивные преграды с кафедрой, обращённой в неф, типичны для монастырских церквей, но в приходских не встречаются, потому что в римской мессе нет эквивалентов протоколам сарумского ритуала.

### После Тридентского собора
Решения Тридентского собора (1545—1563) предусматривали бо́льшую доступность ритуала мессы взглядам мирян, которые были интерпретированы как призыв убирать преграды, хотя их наличие и не было осуждено официально и прямо. В 1565 году Козимо Медичи в связи с решением собора велел убрать преграды из Санта-Кроче и Санта-Мария-Новелла. В 1577 году вышла работа Карло Борромео «Наставления об устройстве церквей в двух книгах» (лат. Instructionum Fabricae et Sellectilis Ecclesiasticae libri duo), в которой преграды не упоминаются, но особо отмечено, что алтарь должен быть хорошо виден молящимся. В 1584 году в Риме по принципам тридентского собора была выстроена образцовая церковь Иль-Джезу, в которой алтарь ограждён поручнем, но и большое распятие, и преграда отсутствуют. Таким же образом в Италии были переделаны почти все средневековые церкви. В других католических странах всевозможные преграды и перегородки, заслоняющие алтарь, также были ликвидированы, с небольшими исключениями вроде соборов в Толедо и Альби. Преграды при этом сохранились в монастырских церквях как часть ограждения братьев от мира. В католических приходских церквях преграды в значительном количестве уцелели лишь в Бретани (Плубер, Морбиан и др.).

### В Англии после Реформации

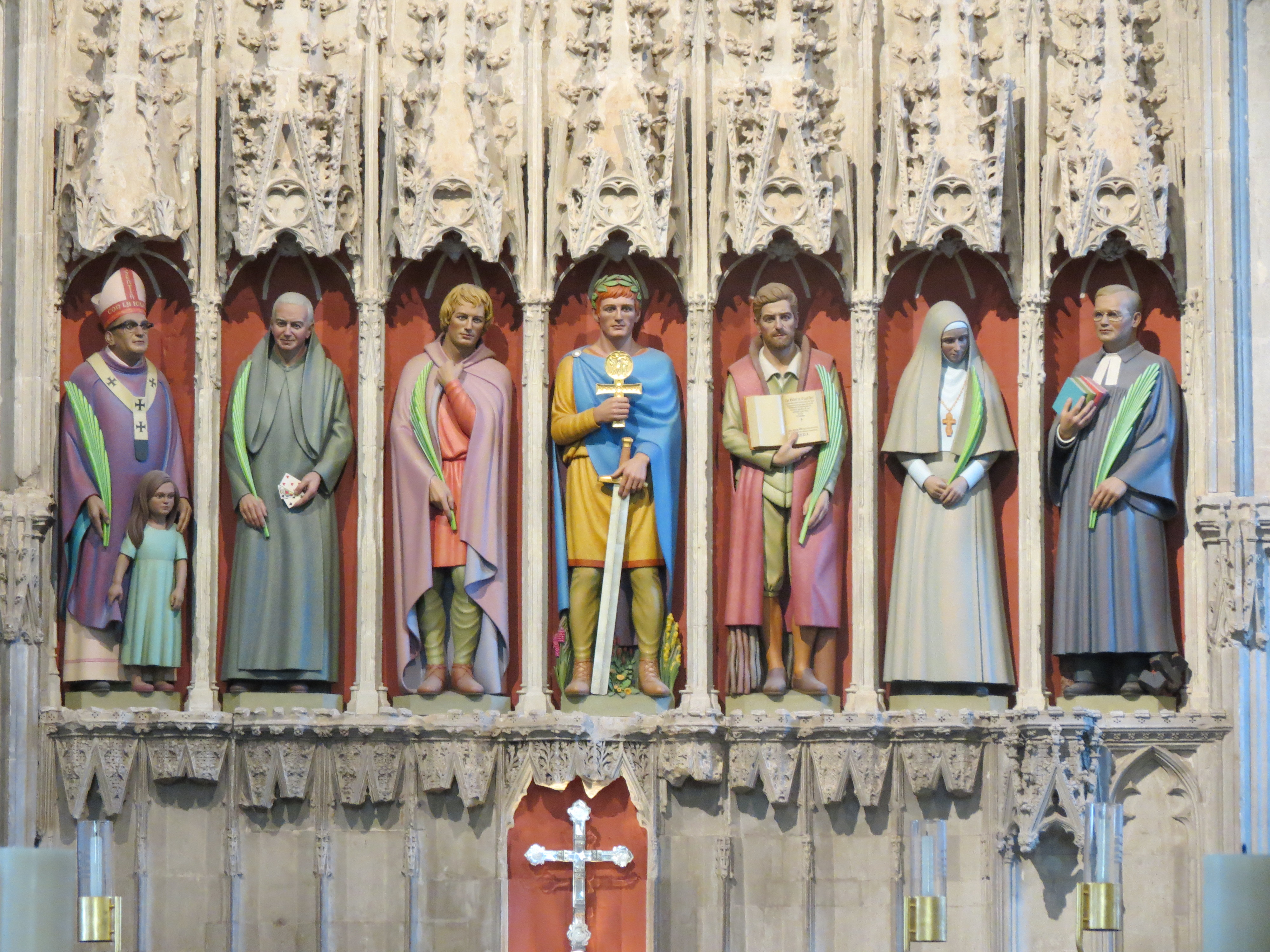
Монастырская преграда в Сент-Олбансе

Реформаторы стремились в том числе убрать из церкви «идолов», то есть скульптуры и живописные изображения, которым, по их мнению, придавалось излишнее значение, отчего в Британии не осталось ни одного подлинного средневекового большого распятия — все они были ликвидированы в 1547 году по указу Эдуарда VI (некоторые возвращены при Марии и снова убраны при Елизавете). Верхний ярус преград, также попавший под подозрение, мало где уцелел. Оставшиеся образцы можно видеть в Уэльсе в церкви святой Элли (Лланелией, округ Поуис), церкви святого Эйниона (Лланенган, округ Гвинед) и церкви святой Марии (Лланегрин, округ Гвинед). Сами преграды кое-где были разобраны или уменьшены, но по большей части сохранились, только росписи были закрашены и записаны религиозными текстами. Живописные люнеты также закрашивались. В кафедральных соборах сохранились хоры с преградами и мебелью, но преграды для распятия были, как правило, упразднены, и только в Питерборо и Кентербери они просуществовали до XVIII века.

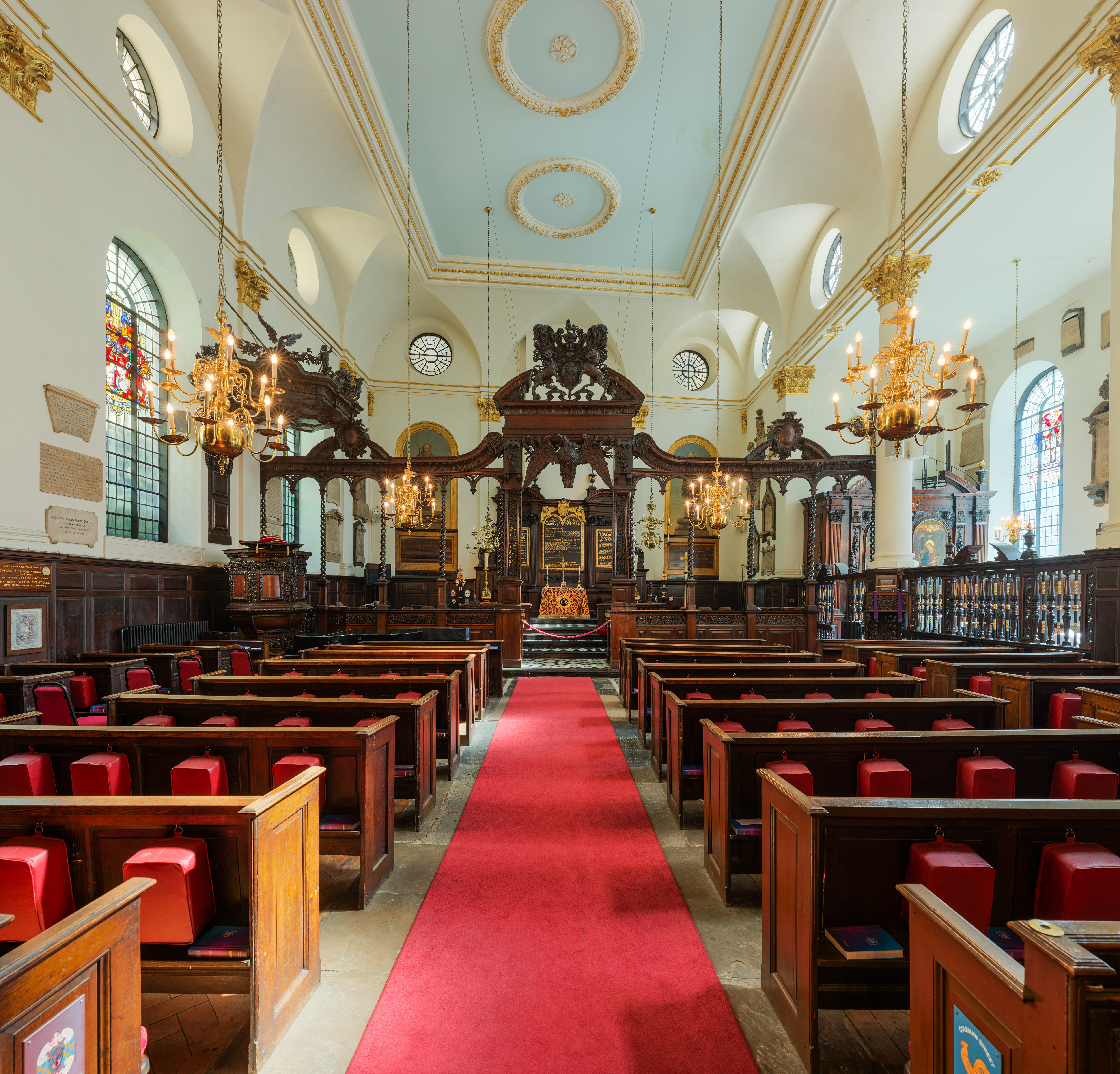
Преграда Рена (XVII век)

В век, последовавший за реформацией, во вновь построенных английских церквях алтарные преграды устраивались обязательно для того, чтобы отделить место для совершения евхаристии, как того требовала «Книга общественного богослужения». По виду это были прежние преграды с распятием, только без распятия и галереи верхнего яруса. Преграды были выстроены заново и в некоторых церквях, в которых прежние были поспешно снесены, как, например, в Картмелском приорате и аббастстве Дор. С начала XVII века на преградах стали помещать королевский герб, хорошие образцы которого можно видеть в двух лондонских церквях архитектора Кристофера Рена и в соборе в Дерби. Тем не менее, сам же Рен в 1684 году в проекте церкви святого Иакова на Пиккадили упразднил преграду, оставив только поручень вокруг алтаря, и с тех пор такой план стал в Англии образцовым. В XVIII и XIX веках были разобраны сотни средневековых преград, и к XXI веку единственным напоминанием о существовавших некогда преградах и галереях с распятием служат лестницы, ведшие на эти галереи.
В XIX веке Пьюджин боролся за возвращение преград в интерьеры католических церквей. Из преград Пьюджина сохранились две, остальные были убраны. В англиканских церквях под влиянием Кембридж-Кемденского общества преграды были восстановлены, но до XX века на них не было распятия, самое большее — простой крест. Образец хорошей реставрации сохранившейся преграды 1480 года можно видеть в Эйе (Суффолк), где галерея с распятием, фигурами святых и ангелов была воссоздана Нинианом Компером в 1925 году. Эта реставрация даёт неплохое представление о том, как выглядела средневековая преграда в полном комплекте, за исключением заполнения люнеты. Люнеты, на которых был нарисован королевский герб, в XIX веке были по ошибке сочтены позднейшими добавлениями и в ходе викторианских реставраций ликвидировались. Для приходских церквей, однако, единственным средством отделения алтарной части церкви от нефа были сочтены невысокие поручни и ступени в полу, чтобы не заслонять от прихожан алтарь.
Раскрашенные преграды редки, их лучшие уцелевшие образцы встречаются в Восточной Англии.

## Примеры

### Британия

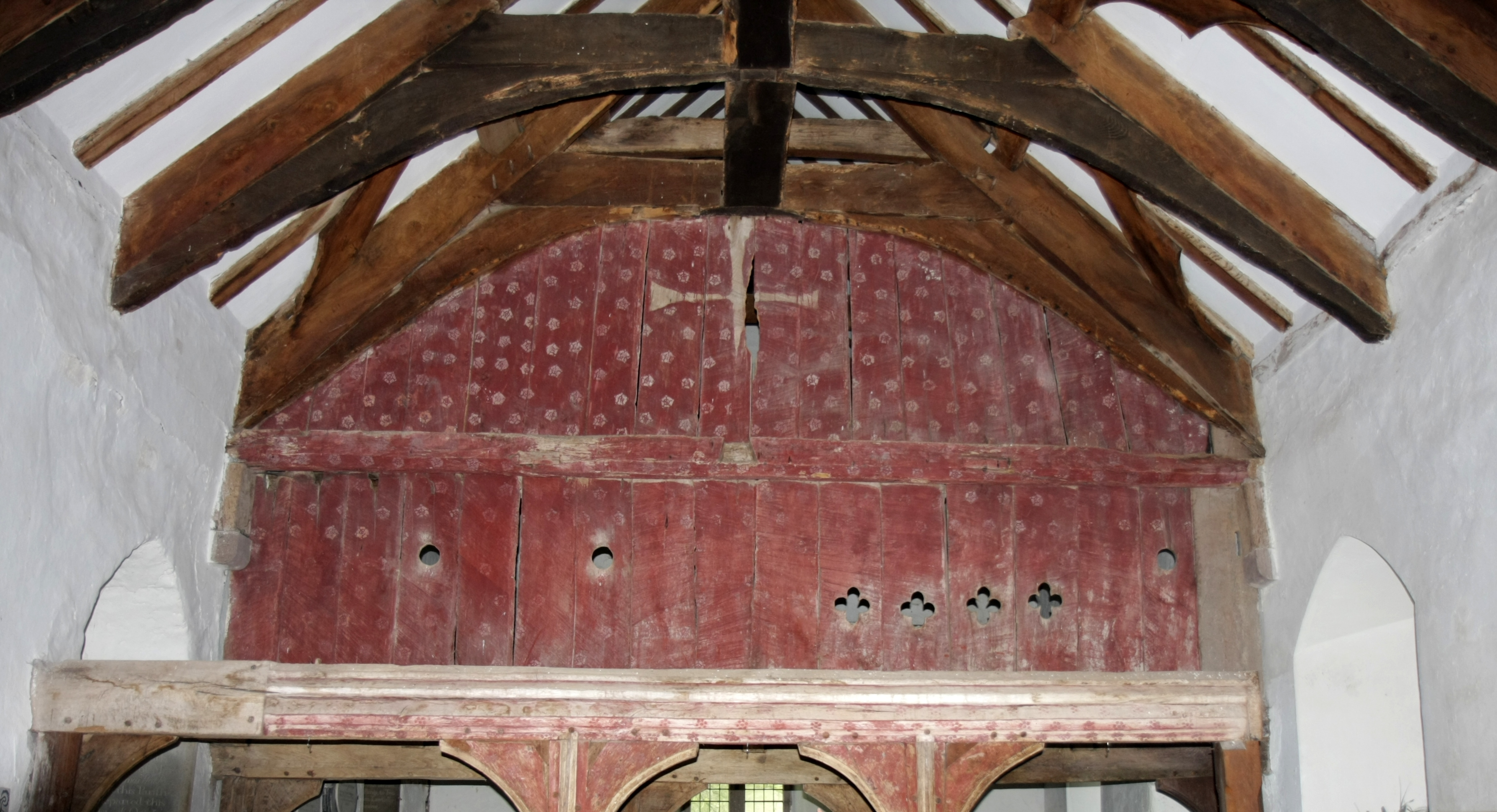
Раскрашенная преграда в церкви святой Элли

Самый старый образец (середина XIII века) преграды для распятия в приходской церкви находится в Стэнтон-Харкорте (Оксфордшир). Примечательная каменная преграда XIV века — в Илкстоне (Дербишир). Как и у всех сохранившихся преград, датируемых до XV века, у них нет верхних галерей, хотя не сохранившиеся преграды начала XIII века в линкольнширских приходах Колстеруорта и Тёрбли несомненно, судя по лестницам, их имели. Остатки эти являются старейшими известными свидетельствами о наличии преград в приходских церквях — современниками Латеранского собора, который вызвал их к существованию. Большинство сохранивщихся преград датируются XV веком и позднее. В приходах Восточной Англии и Девона сохраняются подлинные росписи, закрашенные в реформацию, хотя сами преграды лишены галерей и часто отпилены вверху. Качество росписи и золочения бывает высоким, особенно в работах рануортской школы, которые можно видеть, кроме Рануорта, в Саутуолде и Блайтбурге. Величественная расписная преграда церкви святого Михаила и Всех Ангелов (Бартон Тёрф, Норфолк) даёт редкую возможность ознакомиться с полной небесной иерархией из девяти порядков ангелов. Певзнер считает отличным образцом расписную преграду начала XVI века в Бридфорде (Девон). Преграду XVI века в церкви в Карлтоне-на-Отмуре Певзнер считает лучшей в Оксфордшире. С нею связана необычная традиция дважды в год (к 1 мая и 19 сентября) украшать распятие зеленью, а до 1850 года его (в то время несколько напоминавшее сноп) выносили на первомайский праздник.